# Wallis e Futuna

Bandeira não oficial de Wallis e Futuna

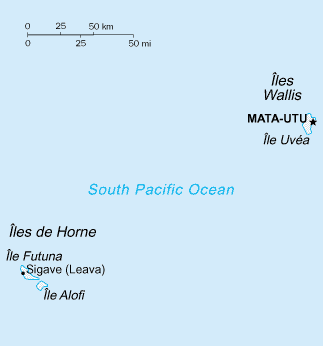
Localização

Wallis e Futuna (em francês:  Wallis-et-Futuna, pronunciado: [walis‿e fytyna]; wallisiano e futunano: Uvea mo Futuna), oficialmente Território das Ilhas Wallis e Futuna (em francês: Territoire des îles Wallis-et-Futuna), é uma coletividade de ultramar da França, situada a leste da Austrália, no oceano Pacífico. Habitadas por povos polinésios, mantêm a divisão tradicional em três reinos: o de Wallis e os dois que dividem a ilha de Futuna (Sigave e Alo).
Além do administrador-chefe, indicado pela França, o território é dirigido por um conselho de seis membros, que inclui os três reis. Há ainda uma Assembleia Territorial de 20 membros eleitos pela população.

## História
As ilhas que formam Wallis e Futuna são ocupadas desde o século XII por imigrantes polinésios de Tonga e Samoa. Em 1616 navegadores holandeses Willem Schouten e Jacob Le Maire,  descobrem Futuna e somente em 1767 é que os franceses chegam a Wallis. Tornam-se território francês em 1842, como dependências da Nova Caledônia. Durante a Segunda Guerra Mundial, Wallis é utilizada como base militar pelos Estados Unidos. Após plebiscitos realizados nas ilhas, em 1959, o arquipélago adquire a condição de território ultramarino em 1961, com estatuto próprio.
Uma estação de comunicação por satélite é inaugurada em 1989, ano em que o governo francês anuncia a ajuda adicional para a pesca e para a agricultura das ilhas. No início da década de 1990, a economia local também se beneficia com a expansão do setor de construção civil e de obras públicas e, ainda, com a fundação do Banco de Wallis e Futuna, em 1991. Nessa época, porém, estima-se que a escassez de emprego no arquipélago tenha levado mais da metade da população a migrar para a Nova Caledônia. A população remanescente, vive em grande parte de empregos governamentais e das rendas enviadas por seus parentes emigrados. Em 1998, quase toda a safra do território, principalmente banana, foi destruída por um ciclone.
No plebiscito de 1992, 76,5% dos eleitores aprovam a integração na União Europeia. Nas eleições desse ano, o partido Tumu'a Lelei conquista a maioria na Assembleia Territorial, derrotando pela primeira vez, desde 1964, o partido dos conservadores União pela República (PRP). Em 1994, uma greve geral protesta contra a alta do custo de vida e contra o sistema de ensino, considerado inadequado. Eleições em 1997 dão nova vitória aos conservadores (RPR) e, apesar das denúncias de fraude, a maioria conservadora é confirmada após o pleito de 1998. Em março de 1999, 10 mil pessoas participam das festas comemorativas aos 40 anos de coroação do rei de Wallis, Lavelua Tomasi Kulimoetoke.
Em 1998 a Nova Caledônia assina o Acordo de Nouméa com o governo francês e, no acordo, são estabelecidas relações com as ilhas Wallis e Futuna. O acordo dá poder de controle da imigração ao governo da Nova Caledônia e, em troca, exige apoio financeiro ao desenvolvimento econômico e social de Wallis e Futuna.
Desde o início de 2000 os governos também discutem acordos de livre comércio e direitos trabalhistas entre os dois territórios. Em janeiro de 2002 uma delegação das ilhas vai ao encontro do presidente francês Jacques Chirac para discutir o status dos cidadãos das ilhas Wallis e Futuna residentes na Nova Caledônia.
Em novas eleições para a assembleia do território no início de 2002, o PRP confirma sua supremacia no primeiro pleito com cobertura da rede de rádio e televisão local.

## Geografia
O território é constituído pelo arquipélago de Wallis, formado pela ilha de Wallis (Uvea) - onde está situada a capital - e 22 ilhotas, além da ilha Futuna e a quase desabitada Alofi. Esse conjunto está situado na Polinésia Ocidental, rodeado por Tuvalu (norte), Fiji (sul) e o arquipélago de Samoa (leste). As ilhas tem um clima tropical chuvoso.

## Demografia
A composição étnica da população compreende uma maioria de origem polinésia, sendo que a  maioria vive em Wallis e o restante em Futuna. O catolicismo é maioritário e, em relação aos idiomas, fala-se o francês (oficial), walliriano (oficial), bem como línguas polinésias.
| 8 546                                     | 9 192 | 12 408 | 13 705 | 14 166 | 14 944 | 13 445 | 12 067 |
| Números oficiais do último recenseamento. |       |        |        |        |        |        |        |

Quanto à religião, Wallis e Futuna é maioritariamente constituído por católicos, sendo que 99% da população segue esta religião, outras religiões compõem somente 1% da população. A informação é do CIA-The World Factbook.

## Economia
O cultivo principal é o de coqueiros, dos quais se processa a copra. Outro setor importante é o da pesca.

## Desporto
O território possui uma seleção de futebol (Seleção de Wallis e Futuna de Futebol), gerida pela Associação de Futebol de Wallis e Futuna. Seus clubes jogam o Campeonato de Wallis de Futuna de Futebol.